# Bonne de Bry
Bonne de Bry sinónimo: Bonne de Brie, es una variedad cultivar de ciruelo (Prunus domestica), de las denominadas ciruelas europeas.
Una variedad de ciruela encontrada cerca de Bry-sur-Marne, situado en el Valle del Marne, de la región de Isla de Francia en 1820, de parentales desconocidos. Las frutas tienen un tamaño pequeño a medio, color de piel rojo vivo, pasando a morado y casi negro, no suele ser uniforme, punteado abundante, y pulpa de color amarillo ocre claro, transparente, blanda, muy jugosa, sabor dulce, refrescante, ácido con la piel, muy agradable.

## Sinonimia
- "Bonne de Brie".

## Historia
'Bonne de Bry' variedad de ciruela encontrada cerca de Bry-sur-Marne, situado en el  departamento de Valle del Marne, de la región de Isla de Francia en 1820.
'Bonne de Bry' está descrita en : 1. Can. Exp. Farm Bul. 26. Ser. 3:50. 1900. 2. Can. Exp. Farms Rpt. 480. 1904. 3. Soc. Nat. Hort. France Pom. 526 fig. 1904.
'Bonne de Bry' está cultivada en diversos bancos de germoplasma de cultivos vivos, tales como en National Fruit Collection (Colección Nacional de Fruta) de Reino Unido con el número de accesión: 1955-029 y Nombre Accesión : Bonne de Bry. Fue introducida en el "Probatorio Nacional de Fruta" para evaluar sus características en 1955.
'Bonne de Bry' está cultivada en el Banco de germoplasma de cultivos vivos de la Estación experimental Aula Dei de Zaragoza. Está considerada incluida en las variedades locales autóctonas muy antiguas, cuyo cultivo se centraba en comarcas muy definidas, que se caracterizan por su buena adaptación a sus ecosistemas, y podrían tener interés genético en virtud de su características organolepticas y resistencia a enfermedades, con vista a mejorar a otras variedades.

## Características
'Bonne de Bry' árbol de porte extenso, moderadamente vigoroso, erguido. Flor blanca, que tiene un tiempo de floración que comienza a partir del 15 de abril con el 10% de floración, para el 19 de abril tiene una floración completa (80%), y para el 29 de abril tiene un 90% de caída de pétalos.
'Bonne de Bry' tiene una talla de tamaño pequeño a mediano de forma redondeado achatada, con depresión suave a lo largo de la sutura, un lado por lo general ligeramente más desarrollado que el otro, sutura línea muy fina, casi imperceptible, situada en una depresión muy suave, algo más acentuada en ambos polos, con peso promedio de 14.40 g; epidermis con pruina muy abundante, gruesa, azulado blanquecina, con pelitos muy difíciles de ver alrededor del punto pistilar, siendo su piel de color rojo vivo, pasando a morado y casi negro, no suele ser uniforme, punteado abundante, poco perceptible, en general menudo, blanquecino o amarillento con aureola morada o negra poco perceptible; pedúnculo longitud media, grueso, muy pubescente, con una longitud promedio de 12.35 mm, con la cavidad del pedúnculo de mediana anchura, poca profundidad, medianamente rebajada en la sutura y casi imperceptiblemente en el lado opuesto; pulpa de color amarillo ocre claro, transparente, blanda, muy jugosa, sabor dulce, refrescante, ácido con la piel, muy agradable.
Hueso semi libre, ligera adherencia en zona ventral, muy pequeño, redondeado, globoso, surcos bien marcados, el dorsal con frecuencia interrumpido en su zona media, caras laterales semi lisas.
Su tiempo de recogida de cosecha se inicia en su maduración en la primera decena de julio. Algo agrio cuando se recolecta por primera vez, pero se suaviza con el almacenamiento. Se conserva bien un par de semanas en cámara frigorífica.

## Usos
Se usa comúnmente como postre fresco de mesa buena ciruela de postre de fines de verano.
También se usa por su alto contenido de azúcar lo convierte en una excelente opción para enlatar y secar.